# Dalmanuta

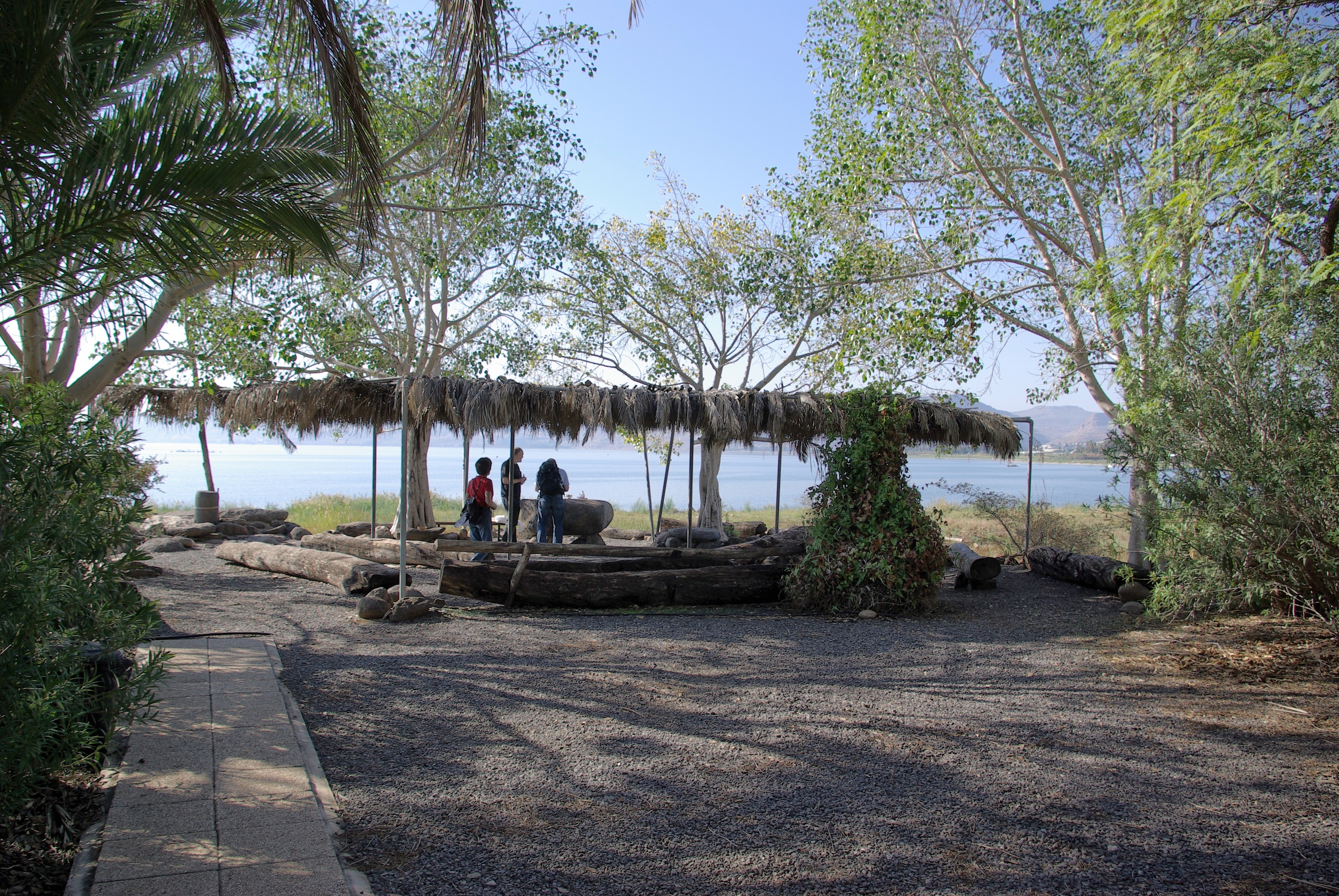
Miejsce kultu na Jezioro Tyberiadzkie, w pobliżu Bazyliki rozmnożenia chleba, znanego obecnie jako Dalmanutha.

Dalmanuta, gr. Δαλμανουθα – biblijne miasto galilejskie położone w rejonie Jeziora Tyberiadzkiego na północy Izraela. Pojawia się w Ewangelii tylko raz. Wspomina o nim Ewangelia Marka, lecz nie zachowało się do czasów współczesnych. Lokalizacja jest niejasna. Opisując to samo zdarzenie, Ewangelia Mateusza wskazuje na Magedan (Magdala). Być może Dalmanuta leżała w bezpośrednim sąsiedztwie Magdali.
Większość greckich wariantów tekstowych tekstu Ewangelii Marka wskazuje, że Jezus udał się w „rejon Dalmanuty”. Pojedyncze warianty podają określenia, sugerujące że mogła to być góra (τὸ ὂρος Δαλμανοῦναι trb. to oros Dalmanunaj trl. tò o̓̀ros Dalmanou͂nai), góry (τὰ ὂρη Δαλμανουθά trb. ta ore Dalmanutha trl. tà o̓̀rē Dalmanoutha), czy nawet kraina (τὰ ὅρια Δαλμανουθά trb. ta oria Dalmanutha trl. tà o̔́ria Dalmanoutha). Kilka wskazuje na rejon Megadan lub Magdali. Pojawia się także wersja wskazująca na rejon góry Megiddo (τὸ ὂρος Μαγεδά).
W sierpniu 2013 roku brytyjski archeolog Ken Dark ogłosił, że odkrył pozostałości starożytnych zabudowań w rejonie Ginnosar na wybrzeżu Jeziora Tyberiadzkiego, wysuwając przypuszczenie że mogą one stanowić pozostałości jednej z niezidentyfikowanych dotychczas miejscowości których nazwy pojawiają się w Biblii, być może Dalmanuty. Dalmanuta jest również identyfikowana z odkrytymi w 1971 r. pozostałościami przystani znajdującej się na północ od Magdali, jak również z samą Magdalą.